# Арро, Владимир Константинович
Владимир Константинович Арро́ (2 августа 1932, Ленинград — 28 января 2025, Висбаден) — русский и советский прозаик, драматург, общественный деятель. Член русского ПЕН-центра.

## Биография

### Молодость
Владимир Арро родился 2 августа 1932 года в Ленинграде. До 1942 года семья жила на улице Гоголя, 16, кв. 29. Отец — Константин Кузьмич Арро, журналист, работал в «Ленинградской правде»; мать — Фрида Михайловна Набатова, заведовала технической библиотекой на заводе ПТО им. Кирова. Младший брат писателя Эрнст умер в первую блокадную зиму. Отец был призван в армию из осаждённого Ленинграда и умер в марте 1942 года. В июле 1942 года Владимир вместе с матерью был эвакуирован на Урал. Квартира во время их отсутствия сгорела.
«Всё стало исчезать: отец, младший брат, родственники, соседи, двор, город. Исчезла собственная плоть, вместо неё короста, озноб, зуд. Да и человек был на исходе — появился зверёк, жадный, хитрый. Потом уже на Урале, в 42-м, было возвращение плоти и духа и вместе с ними — памяти, осознание горьких потерь. Переживал их один, с мамой не принято было говорить об этом. Замкнулся, сосредоточился, плакал один. Думаю, что вот тогда драматизм и поселился в душе — тайно и навсегда. Стал писать дневник, стихи — мучила невысказанность».
Школьником занимался в литературном кружке под руководством Глеба Семёнова. В 1955 году окончил филологический факультет (отделение русского языка и литературы) Ленинградского педагогического института им. М. Н. Покровского, работал учителем в сельской школе в пос. Тервеничи Ленинградской области, затем был призван в армию, проходил службу в батальоне химической защиты в Эстонской ССР. По возвращении работал заведующим школьным отделом райкома ВЛКСМ Калининского района (1958—1961). В 1962 стал самым молодым в Ленинграде (28 лет) директором школы рабочей молодёжи. Тогда же вступил в КПСС. Работал младшим научным сотрудником Научно-исследовательского института вечерних (сменных) и заочных средних школ Академии педагогических наук, писал диссертацию о внешкольном образовании взрослых (1964—1966). На этом в 1966-м и закончилась его преподавательская карьера: «…по-настоящему меня волновала и влекла другая рукопись — сборник рассказов и повестей, который затем вышел в Лениздате под названием „Белые терема“» (1968).

### Книги для детей и юношества
Свой творческий путь Владимир Арро начинал как детский писатель. Первые прозаические публикации относятся к годам армейской службы (газета «На страже Родины»), но началом своей профессиональной литературной работы писатель считал публикацию рассказов в альманахе «Молодой Ленинград» (1962). Первая книга «Когда гремели залпы» — рассказы о жизни в эвакуации — была издана в Свердловске (1964). В дальнейшем, дополненная повестью о блокадном детстве, она получила название «Солнечная сторона улицы» (1969).
«Ленинградская „новая волна“ детской литературы, прикидываясь инфантильной, всерьез защищала право личности на нестандартность мысли и поведения… Для стилистических и языковых экспериментов детская литература давала немало возможностей. Всё это увлекло меня, и я остался в „детских писателях“ на полтора десятка лет».
С 1966 года профессионально занимался литературой, сотрудничал с журналами «Костёр», «Пионер» и другими изданиями. За эти годы было написано множество ярких увлекательных книг, до сих пор входящих в рекомендательные списки для детского чтения: «Трое Копейкиных и звезда» (1967), «Белые терема» (1968), «Чиж-Королевич» (1968), «Бананы и лимоны» (1972), «Вот моя деревня» (1973) и другие.
По заданиям редакций Арро много ездил по стране в поисках сюжетов для очерков. Из путевых рассказов в дальнейшем сложилась целая серия познавательных книг: «Сокровища моего города» (1974), «Веселая дорога» (1975), «Завод как на ладони» (1979), «Старый барабанщик» (1980).
В 1968—1970-х годах — заведующий отделом публицистики журнала «Аврора». С 1969 года — член Союза писателей СССР.

### Драматургия
В 1976 году состоялся драматургический дебют В. Арро: была написана пьеса «Высшая мера», которая в новом ракурсе представляла трагические дни ленинградской блокады. Пьеса была поставлена в 1978 году в Петрозаводске, затем в ленинградской «Александринке» и ещё 23 театрах, в том числе в пяти зарубежных. Вторая пьеса «Сад» (1979) исследовала конфликт общественных и частных устремлений советского человека эпохи «зрелого социализма». Она была принята к постановке Малым театром, но запрещена Министерством культуры СССР. Вышла лишь через три года в ЦТСА в постановке А. Бурдонского (1982).
Третья пьеса — «Смотрите, кто пришёл!» (1980), поставленная Б. Морозовым в театре им. Маяковского, вызвала не только большой общественный резонанс, но и дала название полугодовой дискуссии в «Литературной газете» о драматургии «новой волны». Пьеса предсказывала неизбежность появления в стране новой социально-экономической формации — деловых людей, а вместе с ними и нового жизненного уклада. Спектакль-скандал вошел в учебники по истории советского театра, а роль Кинга надолго стала визитной карточкой артиста Костолевского. В 80-е годы пьеса прошла в пятидесяти двух театрах страны.
В 1979—1981 годах учился на Высших литературных курсах при Литературном институте, посещал семинар Виктора Розова.
Тема судьбы русской интеллигенции разрабатывается и в последующих пьесах Арро — «Колея» (1987), «Трагики и комедианты» (1990). Обе были поставлены МХАТом им. Чехова (реж. Л. Хейфец и Н. Скорик). Художественный руководитель театра Олег Ефремов называл эти пьесы, как и их автора, «принципиально МХАТовскими».
Пьесы Арро также ставили Театр на Малой Бронной, Театр комедии им. Акимова, Открытый театр (ныне театр имени Ленсовета) и другие. Всего же по его пьесам состоялось более 200 постановок в театрах страны и за рубежом на 19 языках.

### Общественная деятельность
С 1969 года член СП СССР, входил в состав редакционной коллегии альманаха «Молодой Петербург (альманах)|Молодой Ленинград]]» (1983), с 1987 года — председатель секции драматургии Ленинградской организации Союза писателей РСФСР. Руководил созданной И. М. Дворецким творческой мастерской молодых драматургов при ЛО СТД.

Никакие политические кампании, никакие организации или должностные лица не вправе посягать на суверенность таланта. Из нашего обихода должны быть изгнаны навсегда такие унижающие достоинство писателя явления, как шельмование книг и имен по команде сверху, угодливое подписанство, обслуживание ведомств и памятных дат, номенклатурные писатели и тому подобное.
— Из выступления В. Арро на выборах председателя правления Ленинградской писательской организации (1989)
В 1989 году по итогам первых альтернативных выборов возглавил Ленинградскую писательскую организацию, с 1990 — член правления Союза писателей РСФСР. Был инициатором создания и председателем Координационного совета творческих союзов Ленинграда (1989) и независимого Союза писателей Санкт-Петербурга (1991).
В марте 1990 был избран депутатом Ленсовета (1990—1993) (округ № 49, Выборгский район), был членом Президиума Ленсовета, председателем постоянно действующей комиссии по гласности и средствам массовой информации, председателем временной комиссии по ленинградской прессе и «Лениздату».
Участвовал в создании независимых средств массовой информации: газет «Невское время» и «Ленинградский литератор» (1989—1992), журнала «Искусство Ленинграда» (1989—1991), поэтического альманаха «Речитатив» (1992—1996), способствовал рождению ряда новых издательств.
В 1991 году вместе с председателем Союза писателей Швеции Питером Курманом (швед. Peter Curman) обратился к писателям, живущим на берегах Балтийского моря с предложением оправиться вместе в путешествие на корабле. В следующем году при активном участии Дмитрия Каралиса, Михаила Глинки и Александра Житинского проект был осуществлен: в двухнедельном международном конгресс-круизе писателей стран Балтийского моря «Волны Балтики», прошедшем в феврале-марте 1992 года на борту теплохода «Константин Симонов», приняли участие 300 писателей из 10 стран (России, Эстонии, Латвии, Литвы, Польши, Германии, Дании, Швеции, Финляндии и Норвегии). Результатом круиза стал Международный дом творчества писателей, открывшийся вскоре на острове Готланд; антология, выпущенная в Стокгольме, и учреждение постоянно действующего Конгресса (второй круиз состоялся в 1994 году по Чёрному и Эгейскому морям).
В 1993—1995 годах работал главным редактором литературно-драматического и детского вещания Петербургского радио. С 1997 года жил в Германии.

### Эссеистика
В 2000-х Арро увлёкся новым для себя жанром — эссе, документальной и биографической прозой. Вышли книги «Дом прибежища» (2002) — воспоминания о самых важных адресах в жизни автора, «Tere, Эстония!» (2004) — дань признания родине предков, «Вспышка освобождения» (2006) — взволнованный рассказ о жизни писательского сообщества в годы перестройки, «Занавес открывается» (2012) — размышления о театре и драматургии на базе собственного опыта, «Желание жить» (2014) — попытка остановить знаковые мгновения прошлого.

### Смерть
Умер 28 января 2025 года в возрасте 92 лет.

## Семья
- Отец — Константин Кузьмич Арро (1903—1942) — выходец из эстонской крестьянской семьи, переехавшей с хутора в окрестностях города Раквере в Петербургскую губернию, к востоку от Нарвы; журналист, перед войной и в её начале работал в «Ленинградской правде»[4]. В феврале 1942 года был призван в армию из осаждённого Ленинграда, умер от истощения и дизентерии 31 марта 1942 года в госпитале 1-го Эстонского запасного полка в г. Камышлове[5].
- Мать — Фрида Менделевна Набатова (1906—1956), родом из Ново-Белицы, окончила Ленинградский библиотечный институт имени Н. К. Крупской, заведовала заводской технической библиотекой[24].
- Брат — Эрнст Константинович Арро (1936—1942), умер во время блокады[5].
- Первая жена (1956—1975) — Светлана Ефимовна Арро, поэт, писатель, литературный критик и журналист; живёт в Германии[25].
  - Сын — Алексей (1957—2012).
  - Дочь — Ксения (род. 1968), художник, дизайнер.
- Вторая жена (1976) — Галина Васильевна Букалова (род. 1938), математик.
  - Сын — Константин (род. 1977), пианист, педагог.

### Книги
| - Арро В. К. Когда гремели залпы : Рассказы. — Свердловск : Средне-Уральское книжное издательство, 1964. — 96 с. : ил. - Арро В. К. Трое Копейкиных и звезда : Повесть. — Мурманск : Мурманское книжное издательство, 1967. — 56 с. : ил. - Арро В., Воскобойников В. Аисты в городе : Рассказы. — Л. : Детская литература, 1968. — 192 с. : ил. - Арро В. Белые терема : Повести. — Л. : Лениздат, 1968. — 143 с. : ил. - Арро В. Чиж-Королевич : Рассказ. — Л. : Детская литература, 1968. — 24 с. : ил. - Арро В. Солнечная сторона улицы. — Свердловск : Средне-Уральское книжное издательство, 1969. — 168 с. : ил. - Арро В. Бананы и лимоны : Повесть. — Л. : Детская литература, 1973. — 112 с. : ил. - Арро В. Вот моя деревня : Повесть. — Л. : Детская литература, 1973. — 112 с. : ил. - Арро В. Встань пораньше : Рассказ. — Л. : Детская литература, 1973. — 24 с. : ил. - Арро В. Сокровища моего города : Невыдуманные рассказы. — М. : Детская литература, 1974. — 127 с. : ил. - Арро В. Весёлая дорога : Путевые рассказы. — Л. : Детская литература, 1975. — 143 с. : ил. - Арро В. Шахимарданский бой : Сказ. — Л. : Детская литература, 1975. — 24 с. : ил. | - Арро В. Мой старый дом : Повесть. — Л. : Детская литература, 1976. — 112 с. : ил. - Арро В. К. Завод как на ладони : Научно-художественная книга. — Л. : Детская литература, 1979. — 287 с. : ил. - Арро В. Старый барабанщик : Рассказы. — Л. : Детская литература, 1980. — 112 с. : ил. - Арро В. К. Колея : Пьесы. Сборник. — Л. : Советский писатель, 1987. — 352 с. - Арро В. К. Дом прибежища : Роман-эссе. — СПб. : Изд-во журнала «Звезда», 2002. — 400 с. — ISBN 5-94214-030-8. - Арро В. К. Tere, Эстония! : Повесть-эссе — Таллинн : Ilo, 2003. — 152 с. : ил. — ISBN 9985-57-506-7. - Арро В. К. Вспышка освобождения : Документальные повести. — СПб. : Блиц, 2006. — 320 с. — ISBN 5-86789-163-1. - Арро В. К. Занавес открывается : Записки драматурга : При поддержке театра Антона Чехова. — М. : Великолукская типография, 2012. — 469 с. — ISBN 978-5-905507-09-0. - Арро В. К. Желание жить. — СПб. : Союз писателей Санкт-Петербурга, 2014. — 510 с. — ISBN 978-5-4311-0094-9. - Арро В. К. Здесь и там : Из рабочих тетрадей. — СПб. : Алетейя, 2020. — 390 с. — ISBN 978-5-907115-90-3. - Арро В. К. Шорохи и громы : Истории и встречи. — СПб. : Алетейя, 2021. — 324 с. — ISBN 978-5-00165-202-1. - Арро В. К. Дуновение из-за кулис : Записки драматурга. — СПб. : Алетейя, 2021. — 480 с. : ил. — ISBN 978-5-00165-310-3. - Арро В. К. Поиски стиля. — СПб. : Алетейя, 2021. — 330 с. : ил. — ISBN 978-5-00165-381-3. - Арро В. К. Жизнь на Неве. — СПб. : Rugram_Пальмира, 2024. — 219 с. — ISBN 978-5-517-10768-8. |

### Пьесы
- Арро В. К. Смотрите, кто пришёл! : Пьеса // Современная драматургия. — 1982. — № 2. — ISSN 0207-7698.
- Арро В. К. Вино урожая тридцатого года : Пьеса, 1982 [ : рукопись ] / ЦГАЛИ
- Арро, Владимир. Пять романсов в старом доме : Комедия в двух действиях // Театр. — 1983. — № 2. — С. 149–166. — ISSN 0131-6885.
- Арро, Владимир. Высшая мера : Пьеса // Театр. — 1984. — № 6. — ISSN 0131-6885.
- Арро, Владимир. Синее небо, а в нём облака : Пьеса // Нева. — 1984. — № 10. — ISSN 0130-741X.
- Арро В. К. Сад : Пьеса. — М. : ВААП-информ, 1985. — 74 с.
- Арро, Владимир. Колея : Пьеса в двух действиях // Театр. — 1987. — № 4. — С. 166–191. — ISSN 0131-6885.
- Арро, Владимир. Трагики и комедианты : Трагикомедия в двух действиях // Театр. — 1990. — № 6. — С. 2–24. — ISSN 0131-6885.
- Арро В. К. Радуйся! : Пьеса // Современная драматургия. — 2017. — № 2. — С. 3–12.
- Арро, Владимир. Три истории из подворотни (Посетитель. Интервью. Бродячая музыка) : Для одного спектакля // Нева. — 2017. — № 3. — С. 7–35. — ISSN 0130-741X.
- Арро, Владимир. Будни Офелии : Пьеса в двух действиях // Нева. — 2017. — № 10. — С. 126–159. — ISSN 0130-741X.
- Арро, Владимир. На пути в Сингапур : Лирико-драматическая история в двух действиях // Нева. — 2018. — № 10. — С. 100–135. — ISSN 0130-741X.

### Экранизации
- 1985 — «Пять романсов в старом доме» (СССР) (реж. Татьяна Васильева) — фильм-спектакль, производство «Лентелефильм»
- 1987 — «Смотрите, кто пришёл!» (реж. Борис Морозов, Владимир Храмов) — фильм-спектакль студии художественных телефильмов ТО «Экран»
- 1988 — «Колея» (СССР) (реж. Евгения Кемарская, Ольга Соковых) — фильм-спектакль, производство главной редакции литературно-драматических программ ЦТ
- 1988 — «Прости нас, сад» (СССР) (реж. Анатолий Ниточкин) — по пьесе «Сад»
- 1989 — «Неприкаянный» (СССР) (реж. Самсон Самсонов) — по пьесе «Синее небо, а в нём облака»

### Публикации
- Владимир Арро. Рассказы о школе / Отв. ред. Д. А. Гранин; сост.: С. С. Тхоржевский // Молодой Ленинград : лит.-худож. альм. — Л. : Советский писатель, 1962. — С. 210–215. — 297 с.
- Арро В. В Пышму. За тетрадками // Костёр. — 1962. — № 10.
- Арро В. К. Быть самим собой : Заметки писателя // О литературе для детей : ежегодник. — Л. : Детская литература, 1973. — Вып. 17. — С. 78–95.
- Арро В. Люди и металл // Пионер. — 1977. — № 1.
- Арро В. Вкуснее не бывает! // Пионер. — 1977. — № 3.
- Арро В. Шёлковая радуга // Пионер. — 1977. — № 5.
- Арро В. Точное время // Пионер. — 1977. — № 8.
- Арро В. Весёлый и дерзкий автомобиль // Пионер. — 1977. — № 10.
- Арро, Владимир. Автобиография // Мансарда : лит.-худож. журн. С.-Петерб. рус. ПЕН-клуба. — 1996. — № 1.
- Арро В. К. Дом прибежища : Главы из книги // Звезда. — 2002. — № 4. — С. 7–65.
- Арро В. К. Воспоминания о Ленсовете // Автобиография Петербургского горсовета (Ленсовета ХХI созыва) : 3 апреля 1990 – 21 декабря 1993 : Сборник / Авт. идеи Н.Н.Смирнов, А.П.Сазанов. — СПб. : Роза мира, 2005. — С. 154—156. — 708 с. : ил. — ISBN 5-85574-116-8.
- Арро В. К. Вот эта улица : Записки по памяти // Знамя. — 2014. — № 5.
- Арро В. К. Замыкая круг : Ностальгические заметки с самоцитированием // Нева. — 2015. — № 4. — С. 7–39.
- Арро В. К. Благо жизни : Записки бездыханного // Крещатик : журн. — Бремен, 2018. — № 82.